# غارتگر (فیلم ۱۹۸۷)
غارتگر (به انگلیسی: Predator) عنوان فیلمی به کارگردانی جان مک‌تیرنان و محصول سال ۱۹۸۷ در ژانر علمی–تخیلی و ترسناک است. در این فیلم آرنولد شوارتزنگر در نقش اصلی ایفای نقش می‌کند.

## داستان
یک گروه ضربت آمریکایی برای نابودی گروهی آدمکش و مزدور پا به جنگلی می‌گذارند. آنان در بدو ورود با اجساد انسان بسیاری در حالی که به شکل فجیعی کشته شده‌اند روبرو می‌شوند. آنها فکر می‌کنند که این کشتار توسط همان گروه آدمکش صورت گرفته، غافل از این که یک موجود فضایی شکارچی در حالی که می‌تواند خود را همرنگ محیط کند انتظارشان را می‌کشد …

## بازیگران
- آرنولد شوارتزنگر
- کارل ویترز
- بیل دوک
- جسی ونتورا
- کوین پیتر هال
- الپدیا کاریو

## بودجه، فروش
ساخت فیلم غارتگر پانزده میلیون دلار هزینه دربرداشت. این فیلم بیش از نود و هشت میلیون دلار در سطح جهان به فروش رفت.

## دنباله‌ها
موفقیت فیلم غارتگر باعث شد تا دنباله‌ای بر این فیلم تحت عنوان غارتگر ۲ با بازی دنی گلاور ساخته شود. بیگانه علیه غارتگر دیگر فیلم‌های مرتبط با فیلم غارتگر هستند.